# Regimiento de Caballería de Calatrava
El Regimiento de Caballería de Calatrava es una unidad militar histórica de España creada por el rey Felipe V en 1703, con base en el Puerto de Santa María, Cádiz, y tuvo como primer jefe a don Baltasar de Moscoso y Córdoba, hijo del conde de las Torres.

Ipsi peribunt, Tu autem permanebis

## Historia del Regimiento
Don Cristóbal de Moscoso y Montemayor lo levó en Andalucía, a sus expensas, por patente de 31 de enero de 1703, pasando su primera muestra en el Puerto de Santa María, el 4 de mayo de 1703, con 500 caballos (armado, vestido y equipado), después pasó a Sevilla y después a Extremadura ante el Teniente General, Marqués de Bay, don Alejandro Maitre de Bay, que lo supervisó y dio su confianza en Badajoz.
El nombre de Calatrava lo tomó en 1718 por la Orden de Caballería, ya que antes se le conocía como Moscoso, en 1842 tomó el nombre de Almansa. Participó en la Guerra de Sucesión en apoyo de Felipe V,  en la Guerra de la Independencia, en la Primera Guerra Carlista y en la Guerra Civil. 
En 1823 se disolvió el regimiento, reorganizándose nuevamente al año siguiente pero con base en Carcagente (Valencia), denominándose en 1824, Regimiento 4º Provisional y en 1826, Cataluña. Volvió a ser disuelto en 1866, con motivo de haber participado en la sublevación contra el gobierno, durante el reinado de Isabel II. 
En 1910 se volvió a instaurar con base en Tudela (Navarra), en 1919, por Real Orden de 11 de enero por la que se crea el Regimiento de Cazadores de Caballería Calatrava nº 30. Para su formación se contó con un escuadrón de cada uno de los Regimientos de Cazadores de Almansa, Tetuán y Castillejos. En 1921, pasa a Alcalá de Henares, siendo trasladado a Vicálvaro (Madrid) en 1926.
Vuelve  a Alcalá de Henares en 1931, durante la II República, el Regimiento pasa a denominarse Regimiento de Caballería nº 2 integrando los Regimientos de Lanceros de la Reina y Príncipe declarados a extinguir. En 1935, vuelve a denominarse Regimiento de Calatrava.
Desde Alcalá de Henares fue trasladado a Salamanca en 1936. Volvió nuevamente a Alcalá de Henares en 1939, denominándose primero Regimiento B y después 2º Regimiento de Sables. En 1944 se cambia la denominación a Dragones de Calatrava. Siendo disuelto como regimiento del arma en 1965, pasando sus efectivos a formar parte del Regimiento de Instrucción de la Academia de Caballería, con sede en Valladolid.
En 1973 se le encomienda la función de enseñanza y prácticas de la Academia de Caballería de Valladolid como Regimiento de Instrucción Calatrava n.º 2.
La uniformidad en 1707, era: casaca blanca, divisa roja, paño encarnado y jerguilla azul en las capas con vuelta azul. Hasta el 20 de julio de 1892 tenía como patrona a Nuestra Señora de las Mercedes.
Adoptó como blasón de armas la cruz de gules (rojo) de la Orden de Calatrava, con la leyenda "IPSI PERIBUNT, TU AUTEM PERMANEBIS" (Ellos perecerán, más tú triunfarás), que rodeaba la parte inferior de dicha cruz.

## Guerra de Sucesión Española
En 1700, Felipe V disolvió las milicias urbanas y reestructuró el Ejército en regimientos, según el modelo europeo, estableciendo nuevos grados o empleos como los de teniente, brigadier,.. 
El 7 de septiembre de 1701 se firmó el Tratado de La Haya que dio nacimiento a la Gran Alianza, formada por el Sacro Imperio, Inglaterra, las Provincias Unidas de los Países Bajos, Prusia y la mayoría de los estados alemanes, que declaró la guerra a Luis XIV y a Felipe V en mayo de 1702. El reino de Portugal y el Ducado de Saboya se unirían a la Gran Alianza en mayo de 1703.
El archiduque Carlos de Habsburgo efectuó un intento de invasión por el valle del Tajo, en Extremadura, con un ejército anglo-holandés que fue rechazado por el ya considerable ejército real de 40.000 hombres, a las órdenes de Felipe V desde marzo, y que posteriormente recibiría refuerzos franceses al mando de James Fitz-James, I duque de Berwick, un brillante general de origen inglés. Un segundo intento anglo-portugués tratando de tomar Ciudad Rodrigo también fue rechazado.
El Regimiento de Caballería de Calatrava participó en estas batallas de la Guerra de Sucesión Española, tuvo su primera campaña en la frontera de Extremadura con Portugal, en los sitios de Yelves y Extremoz y en la toma de Alegrete, pasando a Plasencia y después cruzando el Tajo, por Villa Bella, cerca de Mon Santo, dispersó al ejército portugués de 4.000 efectivos, a las órdenes del Duque de Berwick, creando confusión en las filas enemigas, ayudando a las tropas del Marqués de Risburg.
En diciembre de 1703, teniendo los cuarteles en Zafra y Almendralejo, respondiendo a las órdenes del Príncipe de Serclaes, el Regimiento de caballería de Calatrava y el de San Vicente, participó en una batalla en Olivenza, apresando al Brigadier Machado. Meses después, junto al regimiento de San Vicente y el de Rosellón Viejo, fueron en defensa de las líneas cerca de Ciudad Rodrigo. Más tarde destacó en la defensa de Badajoz.
Pasó después a Villanueva de Barca Rota, con ochocientos caballos, cuidando de la línea defensiva con multitud de acciones de guerra.
En 1706, se juntaron en la Plaza de Yelves, el regimiento ya contaba con 2000 caballos, acampando entre Lobón y Taveruela, y después de asegurar las líneas, fueron cerca de Brozas, donde entraron en batalla, después siguieron en la defensa de Badajoz y de Jerez de los Caballeros.
En enero de 1707, estuvieron en el asalto de Alburquerque, después sitiando Ciudad Rodrigo, y muchas acciones en la defensa de la frontera hasta el final de la contienda.

### Mandos del Regimiento de 1703 a 1715
- De 1703 a 1706: Baltasar Victorino de Moscoso y Galindo (nacido en Écija, 28 de febrero de 1678 - Villaviciosa, 10-12- 1710), segundo hijo del Conde de las Torres y su primera esposa, Juana Galindo Guzmán, fue caballero de la Orden  de Santiago y Marqués consorte de Navamorcuende, por matrimonio con Doña Margarita Rosa Dávila Coello, V Marquesa de Navamorcuende, VII Señora de Santiuste y Pelilla y XII Señora de los Estados de Montalbo. Ascendió a Brigadier por patente de 12 de junio de 1704, vacó por su ascenso a Mariscal de Campo. El 15 de septiembre de 1709, fue promovido a Teniente General, igualando el grado de su padre, que ascendió a Capitán General al año siguiente.
- De 1706 a 1709: Luis Joseph de Solís, caballero de Santiago, señor de la Granja y hermano del marqués de Rianzuela, hasta entonces Teniente Coronel del Regimiento Real de Asturias. En la batalla de La Gudiña (1709) estaba al mando.
- De 1709 a 1715: Juan de Zayas Henestrosa y Guzmán (nacido en Écija, 10-10-1682), hijo del alcalde mayor de Écija y hasta entonces Teniente Coronel del mismo regimiento, desde 1707.

## Guerra de la Independencia
En 1808, el Regimiento de Calatrava, encargado de la guarnición de Burgos, quedó a las órdenes de los enemigos, así que sus efectivos desertaban para unirse al ejército leal, por lo que Bessieres se vio obligado a disolverlo. 
Aparecen en la relación de fuerzas del Ejército español, al mando de la 3ª División del General Mariscal de Campo Don Félix Jones, como Regimiento de Caballería de Calatrava en la batalla de Bailén, dentro del ejército de Andalucía, al mando del Capitán General Don Francisco Javier Castaños.
Encontramos efectivos de caballería, con una notable participación en la Batalla de Alcañiz, al mando del teniente general don Joaquín Blake, junto a los 500 jinetes de los dos escuadrones de caballería de línea del regimiento Santiago y otros dos escuadrones de la caballería ligera de los regimientos Húsares Españoles y Cazadores de Olivenza, cerca del el cerro Pueyos, con diversas cargas y acciones decisivas.
Con el reagrupamiento de las fuerzas españolas, el Regimiento de Calatrava se encontraba en la serranía de Málaga, participando en las batallas de Alhaurín de la Torre y de Cártama, al mando del general Ballesteros en 1812.
En 1813, recoge los historiales de los regimientos de Húsares de Navarra y de los Cazadores Francos de Ubrique. En 1818, también el de los Húsares de Iberia.

## Primera Guerra Carlista
En este tiempo, los regimientos de lanceros constituían la estructura básica del Arma de Caballería. Se distinguieron especialmente bajo el mando del general Espartero en las campañas del Norte contra los carlistas, en el triunfo conseguido en el Puente de Luchana-Baracaldo se le dio el título de conde de Luchana y que se le denominase «la primera lanza de España». 
Otros hechos destacados del Regimiento de Calatrava tuvieron lugar en Hernani, bajo el mando del brigadier Noguera, y en el Maestrazgo. En el Abrazo de Vergara se distinguen los uniformes de esta unidad.

## Sublevación de Villarejo de Salvanés
El Regimiento de Calatrava, con el comandante Bastos, el capitán Alamar, el ayudante Lafuente y otros oficiales, al mando del coronel don José Merelo, se unió al General Prim en la Sublevación de Villarejo de Salvanés. Este hecho supuso un impulso al pronunciamiento militar, que finalmente fracasó, porque otras unidades militares supuestamente comprometidas no se unieron al mismo. Así que "los pronunciados pasaron unos días dando vueltas por tierras castellanas, mientras aguardaban en vano que se les sumasen otras fuerzas, y acabaron internándose en Portugal, sin atacar Madrid".
El fracaso del pronunciamiento de Villarejo de Salvanés hizo que Prim apoyara la línea mayoritaria de su partido basada en el retraimiento y en la alianza con los demócratas, y a que partir de entonces se dedicara en cuerpo y alma a preparar una insurrección que derribara a la Monarquía de Isabel II, dos años más tarde, con el nombre de Gloriosa Revolución y durante los siguientes seis años que fueron conocidos como el Sexenio Democrático (1868–1874) donde se intentará crear en España un nuevo sistema de gobierno.
La coalición de liberales, moderados y republicanos se enfrentó a la tarea de encontrar un mejor gobierno que sustituyera al de la reina Isabel II. Al principio las Cortes rechazaron el concepto de una república para España, y Serrano fue nombrado regente mientras se buscaba un monarca adecuado para liderar el país. Previamente se había aprobado una constitución de corte liberal que fue promulgada por las cortes en 1869.

## Tercera guerra carlista
El regimiento de Calatrava participó en la tercera guerra carlista en Navarra y Cataluña, teniendo entre sus filas de comandante a Juan Contreras Martínez, a las órdenes de su padre, el general en jefe don Juan Contreras y Román.

## Guerra Civil
El Regimiento de Calatrava nº 2 había sido trasladado a Salamanca solo dos meses antes del estallido de la guerra desde su anterior base en Alcalá de Henares como consecuencia de los serios altercados que el 15 de mayo de 1936 enfrentaron a piquetes de obreros exaltados con varios oficiales de la guarnición de esta última ciudad y tras los cuales el gobierno decide decretar la salida de la misma de la primera brigada de Caballería, que integraba conjuntamente con el Regimiento "Villarrobledo" nº 1 el primero mencionado -el cual a su vez fue trasladado a Palencia-. 
El Regimiento "Calatrava" nº 2 ocupó el cuartel "General Arroquia" (Plaza de la Glorieta) relevando al Batallón de Zapadores nº 7, que lo había venido ocupando desde 1931 y fue enviado a Alcalá de Henares, a la antigua base del "Calatrava"·. En el momento del alzamiento este regimiento estaba mandado por el coronel Carlos Caballero Méndez, de ideología republicana, quien fue puesto al mando de la unidad el 4 de junio de 1936 tras la detención y destitución de su anterior jefe como consecuencia de los sucesos descritos. El día que se produjo el alzamiento se hallaba fuera de Salamanca, quizás alertado por el gobierno de la situación, por lo que el mando del regimiento lo ejercía interinamente el Teniente Coronel Enrique Salazar Ibáñez. 
El coronel Caballero Méndez permaneció fiel a la república siendo destinado a Cataluña a los pocos días de comenzar la guerra; fue nombrado juez instructor de la causa formada por rebelión contra los generales Goded y Fernández Burriel en la que estos fueron condenados a muerte y posteriormente ejecutados. Caballero permaneció en Cataluña durante casi toda la guerra, siendo capturado por las tropas sublevadas durante la toma por éstas de Barcelona, pues al parecer se negó a dejar la ciudad; murió fusilado pocos días después de la caída de la capital catalana.
Así pues, el 18 de julio de 1936, el Regimiento de Calatrava se encontraba en Salamanca, al mando de teniente coronel Enrique Salazar Ibáñez, formando parte de la VII división orgánica, con cuartel general en Valladolid. 
Dentro de las acciones que hubo en la sierra de Guadarrama, tanto en Ávila como en Segovia, participaron junto a un batallón del regimiento de infantería La Victoria, de Salamanca, que se dirigía al Alto del León, el día 24 de julio, seguido por otro del mismo regimiento que llegó el día 27 para quedarse de guarnición en Ávila, y dos escuadrones del regimiento de caballería Calatrava, de Salamanca, que se asentaron en Villacastín, un importante nudo de comunicaciones, dentro del en el plan estratégico de la sublevación militar.
Otra acción singular fue su participación en la Batalla de Alfambra, cuando en una sorprendente arremetida de tropas a caballo del 2º Regimiento de Caballería, con el 4º Escuadrón de Calatrava en punta, hacia el cerro de la Ermita de Santa Bárbara, a menos de un kilómetro al suroeste de Visiedo. En esta batalla ocurrieron precisamente las últimas grandes cargas de caballería en combate de la historia militar de España y, quizás, de la historia bélica.